# Franciszek Adamczyk (pilot wojskowy)

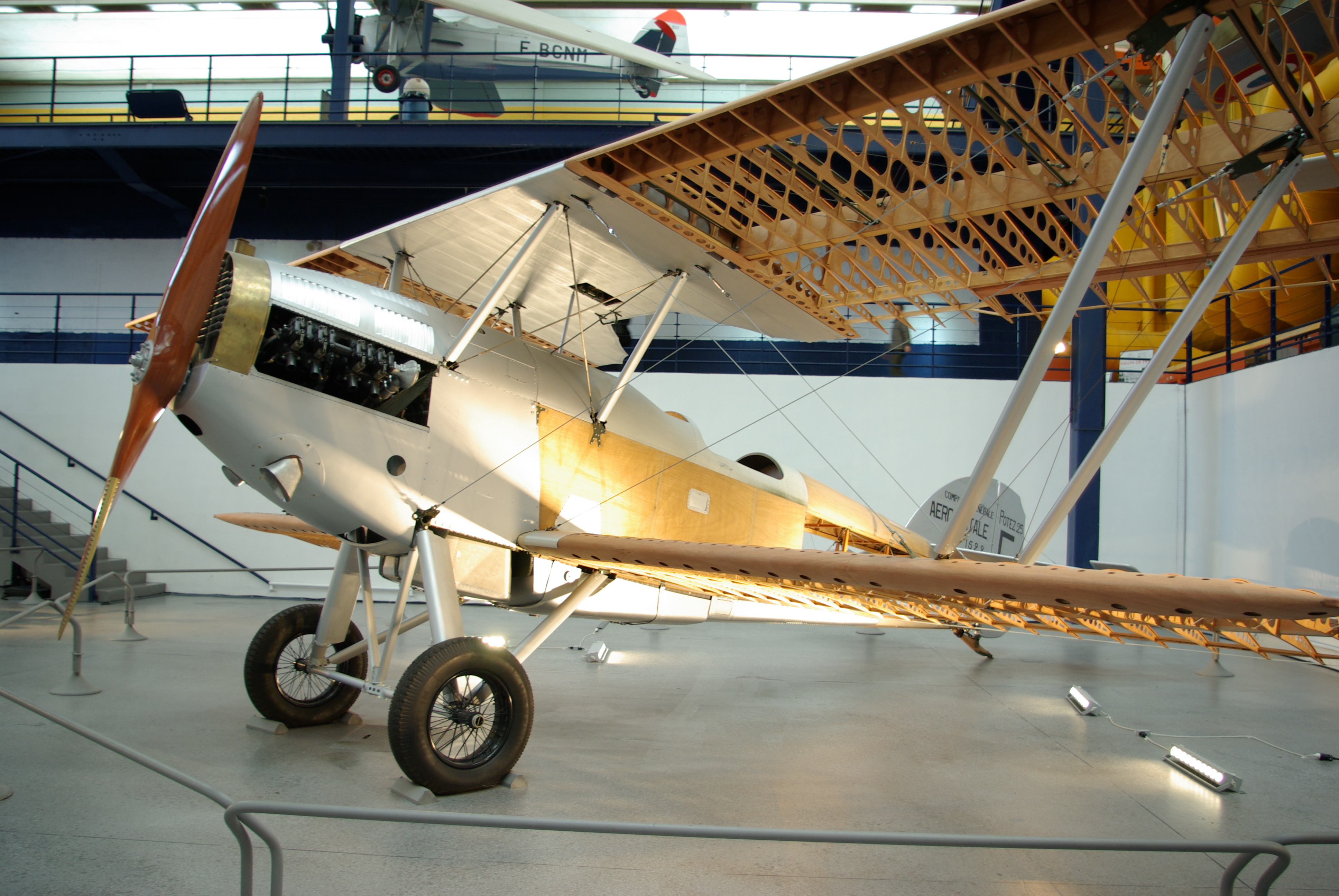
Samolot Potez XXV, taki, na jakim zginął starszy sierżant Franciszek Adamczyk

Franciszek Adamczyk (ur. 19 listopada 1894 w Mieczewie, zm. 7 maja 1936 w Skokach) – podoficer Wojska Polskiego II RP, starszy sierżant pilot, strzelec samolotowy, zginął w wypadku lotniczym.

## Życiorys
Był synem Mariana i Katarzyny z domu Kaptur. Uczył się w szkole powszechnej w Westfalii, skończył ósmą klasę w 1908 roku. W czasie I wojny światowej został powołany do wojska niemieckiego. Walczył na froncie przez 3 lata. W lipcu 1919 roku zdezerterował i przedostał się do Polski, ochotniczo wstąpił do Wojska Polskiego. Brał udział w walkach frontowych wojny polsko-bolszewickiej w strukturach lotnictwa wielkopolskiego. Ukończył kurs pilotażu w 1923 roku, służąc w 3 pułku lotniczym w Poznaniu. Awansowany na stanowisko starszego sierżanta od 1 stycznia 1930 roku służył jako pilot w 32 eskadrze liniowej. Szkolił młodych pilotów. 
W latach 30. w związku z odniesionymi kontuzjami frontowymi nie uzyskał pozytywnej oceny zdolności do służby w powietrzu jako pilot. Ukończył kurs strzelców samolotowych i nadal pełnił służbę w 32 eskadrze liniowej. 
7 maja 1936 roku brał udział w locie ćwiczebnym na samolocie Potez XXV nr 42.125. Doszło do  zderzenia z innym samolotem tego samego typu, Franciszek Adamczyk wyskoczył z samolotu. Z powodu niskiej wysokości spadochron nie otworzył się w pełni, zginął w wyniku upadku na cmentarz w Skokach. Pilot, plut. Aleksander Lubiejewski, zdołał wylądować na uszkodzonej maszynie. Franciszek Adamczyk został pochowany na Cmentarzu Garnizonowym w Parku Cytadela w Poznaniu w kwaterze lotniczej (kwatera 1, rząd C, numer 3)

## Odznaczenia
- Brązowy Krzyż Zasługi
- Medal Pamiątkowy za Wojnę 1918–1921
- Medal Dziesięciolecia Odzyskanej Niepodległości

## Uwaga
W tym samym roku, 25 listopada 1936 roku zginął na warszawskim lotnisku mokotowskim pilot cywilny Franciszek Adamczyk.